# Megachile vigilans
Megachile vigilans là một loài Hymenoptera trong họ Megachilidae. Loài này được Smith mô tả khoa học năm 1878.